# James Neil
James Matthew Neil (Búfalo, 15 de mayo de 1968) es un deportista estadounidense que compitió en remo.
Ganó tres medallas en el Campeonato Mundial de Remo entre los años 1993 y 2000. Participó en los Juegos Olímpicos de Barcelona 1992, ocupando el cuarto lugar en la prueba de cuatro con timonel.

## Palmarés internacional
| Campeonato Mundial | Campeonato Mundial       | Campeonato Mundial | Campeonato Mundial |
| Año                | Lugar                    | Medalla            | Prueba             |
| ------------------ | ------------------------ | ------------------ | ------------------ |
| 1993               | Račice (República Checa) | Medalla de bronce  | Cuatro sin timonel |
| 1999               | St. Catharines (Canadá)  | Medalla de oro     | Dos con timonel    |
| 2000               | Zagreb (Croacia)         | Medalla de plata   | Cuatro con timonel |